# هیرومی کنو
هیرومی کنو (انگلیسی: Hiromi Konno; ۱۳ سپتامبر ۱۹۷۵ – ) صداپیشه اهل ژاپن بود. وی از سال ۱۹۹۷ میلادی تاکنون مشغول فعالیت بوده‌است.